# Atos de Silvestre
Os Atos de Silvestre (latim: Actus Silvestri) são uma série de contos lendários sobre o bispo de Roma do século IV, Silvestre I. Silvestre foi o bispo de Roma no ponto crítico da história europeia, quando Constantino, o Grande, se tornou o primeiro imperador cristão . No entanto, apesar das reivindicações que surgiram nos séculos posteriores da primazia romana, alguns académicos questionam se Silvestre desempenhou um papel significativo na cristianização do Império Romano durante este período crucial. Eles afirmam que essas lendas surgiram para aumentar a reputação de Silvestre e para corrigir uma série de eventos embaraçosos para a Igreja, como sua ausência conspícua no Sínodo de Arles em 314 e no Primeiro Concílio de Nicéia em 325, e o fato de Constantino ter sido batizado por um bispo ariano.